# 中國國民黨第十次全國代表大會
中國國民黨第十次全國代表大會，簡稱十全大會，1969年3月29日至1969年4月9日在臺灣臺北市北投區陽明山中山樓舉行。

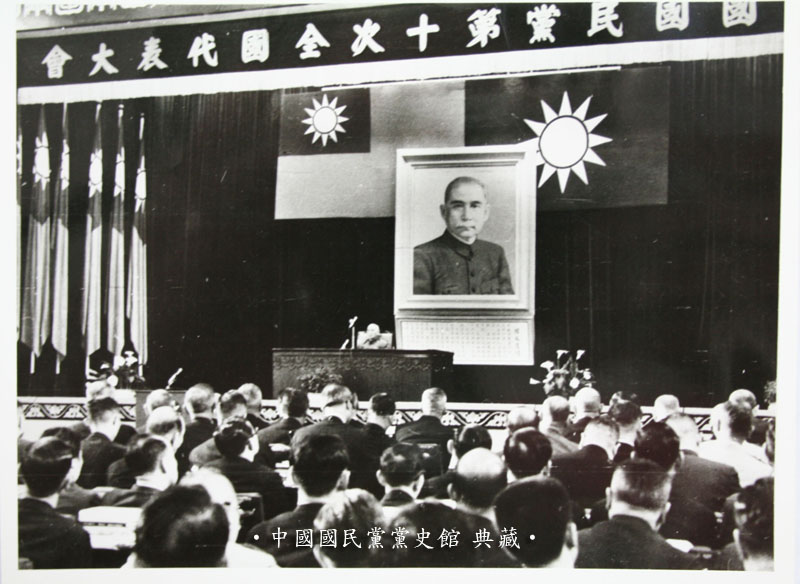
中國國民黨第十次全國代表大會

## 會議議程
| 日期        | 會議名稱       | 會議主席         | 日期                                                                           |
| ----------- | -------------- | ---------------- | ------------------------------------------------------------------------------ |
| 3月29日上午 | 揭幕典禮       | 蔣中正           |                                                                                |
| 3月29日下午 | 第一次會議     | 嚴家淦           | 聽取國民黨黨務工作報告                                                         |
| 3月30日上午 | 第二次會議     | 谷正綱           | 聽取行政院工作報告                                                             |
| 3月30日下午 | 第三次會議     | 周至柔           | 聽取國防部軍事報告及外交部外交報告                                             |
| 3月31日上午 | 第四次會議     | 黃少谷           | 聽取大陸匪情報告                                                               |
| 3月31日下午 | 第五次會議     | 林洋港           | 聽取大陸工作報告                                                               |
| 4月1日上午  | 第六次會議     | 袁守謙，札奇斯欽 | 聽取立法院及司法院工作報告                                                     |
| 4月1日下午  | 第七次會議     | 鄭彥棻，倪文泂   | 聽取海外工作報告                                                               |
| 4月2日上午  | 第八次會議     | 黃杰             | 聽取考試院及監察院工作報告                                                     |
| 4月2日下午  | 第九次會議     | 黃毅芸           | 聽取基層典型工作報告                                                           |
| 4月3日上午  | 第十次會議     | 連震東，李鍾桂   | 聽取共匪在海外各國之活動與反共鬥爭形勢報告                                     |
| 4月3日下午  | 第十一次會議   | 許智偉           | 聽取金門、馬祖地區防衛與建設，國軍退除役官兵輔導工作，以及對匪心戰與心防等報告 |
| 4月4日上午  | 第十二次會議   | 郭澄             | 討論修改國民黨黨章案                                                           |
| 4月4日下午  | 第十三次會議   | 黃仁俊，阿不都拉 | 聽取青年工作報告                                                               |
| 4月5日上午  | 第十四次會議   | 錢劍秋           | 討論現階段國民黨建設案                                                         |
| 4月5日下午  | 第十五次會議   | 周至柔           | 討論國民黨政綱                                                                 |
| 4月7日上午  | 第十六次會議   | 黃少谷           | 討論「全面實施平均地權案」                                                     |
| 4月7日下午  | 第十七次會議   | 李治民           | 討論「積極策進光復大陸案」                                                     |
| 4月8日上午  | 第十八次會議   | 嚴家淦           | 選舉總裁                                                                       |
| 4月8日下午  | 第十九次會議   | 谷正綱           | 選舉中央委員                                                                   |
| 4月9日上午  | 第二十次會議   | 皮以書           | 討論政治革新要項案                                                             |
| 4月9日下午  | 第二十一次會議 | 張其昀           | 討論大會宣言                                                                   |
| 4月9日下午  | 閉幕典禮       | 蔣中正           |                                                                                |

## 出席代表
十全大會出席及列席人員共計1198人，其中自由地區各黨部代表330人，敵後代表74人，大陸地區代表60人，海外代表132人，出席第九屆中央委員74人
| 中央委員（74人）            | 谷正纲，周至柔，张其昀，彭孟缉，黄杰，蒋经国，袁守谦，陶希圣，倪文亚，谷凤翔，郑彦棻，黄朝琴，胡健中，谢东闵，唐纵，叶翔之，郭骥，劉安祺，王升，陈大庆，谢然之，江国栋，黄少谷，黎玉玺，赵聚钰，陈建中，秦孝仪，徐焕升，谢人仰，沈昌焕，赖名汤，马纪壮，石觉，曹圣芬，邓传楷，周宏涛，郭澄，黄季陆，马树礼，高魁元，李焕，詹纯鉴，张宝树，钱剑秋，徐鼐，高信，皮以书，陈雪屏，张庆恩，许素玉，吕锦花，上官业佑，张国疆，楚崧秋，胡琏，连震东，柯叔宝，陈嘉尚，季源溥，徐晴岚，蔡功南，黄仁俊，严家淦，陈勉修，阎振兴，罗衡，张希之，陈达元，陆寒波，达穆林旺楚克，萧赞育，杜元载，滕杰，潘振球 |
| 台灣省黨部（89人）          | 陳水逢，黃吳彩云，林雪云，廖秀年，陳秀美，李文周，許添義，孟淑范，羅慧貞，沈秋潔，劉方燁，張宗良（廣東），梁挹清，王嘉智，李鐘聲，梅可望，熊道俊，陳松吉，李書錚，洪壽南，陳天穎，朱迺武，莊堂宏，謝膺毅，楊敏男，王魯翹，林蔡素女，黃云樓，季履科，楊寶發，林洋港，蘇德良，蔡鴻文，沈榮，張豐緒，關中（遼寧），林士賢，劉博文，黃榮華，徐振溪，李建和，黃文堯，陳金讓，高宗仁，陳廉泉，劉闊才，黃大煪，余學海，蘇鼎銘，李騰芳，袁立錕，楊遇春，劉韻奎，羅文堂，許子秋，吳鴻森，黃鏡峯，藍丁貴，許水德，謝清云，謝貴，邱永聰，林永樑，王國秀，蔡錦棟，張銀文，李儒德，張㕠林，郁漢良，朱萬成，李炳齊，吳泉洝，張清漢，陳德仁，蔡榮宗，李沐勳，張筆，張春盛，謝科，王大從，徐宜芝，洪東興，黃淑媛，金延生，嚴江津，黃生全，莊松榆，汪夢湘，吳正雄 |
| 台北市黨部（18人）          | 林挺生，馮金上，李益明，張祥傳，林金莖，崔德禮，朱國鑫，余鍾驥，吳麗環，楊黃秀玉，曹偉修，劉先云，嚴慶齡，張乃旦，潘其武，林享賢，高湯盤，許再添 |
| 特種黨部（75人）            | 羅列，馮啟聰，劉廣凱，劉玉章，羅友倫，余伯泉，唐君鉑，周中峰，王永樹，梁孝煌，徐汝楫，吳寶華，張國英，白萬祥，寧俊興，田樹樟，華心權，袁國征，胡莊如，周士瀛，張建勳，謝祝年，程立佐，蕭知三，蕭政之，陳守山，韓守湜，李仙舟，李天山，廖祖述，王祥麟，陳始升，何建民，熊溫禮，李迪強，李良材，華愛，姚能君，姜義鑑，管從蓉，陳興國，黃浩良，黃德和，葉常熙，程學正，黃俊榜，吳東明，汪崇楹，許志遠，劉有道，胡裕同，吳載奇，許長佛，韓韶華，吳坤宗，王中榮，黃振川，翁烱仁，黃少宏，吳謀泰，廖清照，歸清贊，饒嵩山，司徒玉璽，梁玉珠，李伏莉，陳瑞欽，殷永健，景愛弟，葉克新，陳嘉孟，郭淑容，張志梅，張載中，林耿輝 |
| 金門黨務特派員辦公處（5人） | 閻修篆，楚志武，李金塔，謝炳南，呂愛珍 |
| 馬祖黨務特派員辦公處（3人） | 盧祖謙，柯天鎧，王水官 |
| 台灣區鐵路黨部（9人）       | 陳樹曦，康壽銘，孫中和，陳祖貽，鍾秋焚，陳錫銘，劉火木，沈如亨，尤若望 |
| 台灣區公路黨部（7人）       | 羅正亮，李春松，簡相堯，殷銘春，陳乃經，胡遠輝，陳添木 |
| 中華航業海員黨部（9人）     | 費驊，曹開諫，王濟賢，吳道良，錢益，胡運龍，談爾益，周洪本，唐桐蓀 |
| 台灣區產業黨部（14人）      | 李國鼎，陳蘭皋，張光世，孫景華，胡新南，鎮天錫，楊博清，宋承緒，王先登，吳梅村，陳登仕，羌水源，劉玉梨，宮蘭玉 |
| 台灣區郵政黨部（5人）       | 何縱炎，簡爾康，陳士誠，張永珍，葛雨琴 |
| 台灣區電信黨部（5人）       | 方賢齊，施錫圭，韋君智，王江河，張雪琴 |
| 退除役人員黨部（10人）      | 韋德懋，王茂山，劉誠，陶逸明，盧光舜，周一塵，嚴孝章，趙洪慈，張銘，彭續年 |
| 國大代表黨部（18人）        | 李崇詩，王撫洲，石鍾秀，王純，梁興義，何緝生，趙啟祥，黃卷雲，李鴻超，劉宜廷，劉韻石，朱慶堂，葉秀峯，路國華，趙筱梅，史泰安，范金泉，梁子衡 |
| 立法委員黨部（12人）        | 楊寶琳，周慕文，王長慧，李荷，師連舫，段焯，孫桂籍，陸京士，蔣肇周，劉振東，薛興儒，于錫來 |
| 監察委員黨部（5人）         | 酆景福，王樹霖，張岫嵐，金越光，鄧蕙芳 |
| 中央直属區黨部（4人）       | 郝柏村，梁永章，易大德，王炳南 |
| 知青黨部（35人）            | 俞諧，張書文，宋時選，葉霞翟，唐智，龍名登，李鍾桂，包德明，張慶凱，陳幼石，羅人傑，廖英鳴，鄭振華，周世輔，劉家玉，李寶和，李昌來，陳德華，吳光定，謝正勝，戴誠，陳聰勝，程曉東，王鎮宇，胡僑斌，陳肖敏，陳金哲，雷渝齊，劉瑞生，蔡達堂，方瓊寧，潘樹楠，王明娟 |
| 新聞黨部（7人）             | 王惕吾，黎世芬，余紀忠，周天翔，易家馭，劉定一，余夢燕 |
| 大陸地區代表（60人）        | 蔣彥士，俞國華，查良鑑，孫運璿，陶聲洋，顧文魁，沈家銘，袁夢鴻，張心洽，王作榮，王唯農，孫義宣，張繼正，陳裕清，王任遠，賴順生，易勁秋，楊西崑，沈劍虹，徐慶鐘，唐振楚，戴仲玉，瞿韶華，袁覲賢，錢復，夏功權，陸以正，沈之岳，李白虹，吳俊才，王民，嚴靈峯，李廉，胡一貫，高維翰，鍾皎光，劉季洪，孫亢曾，劉道元，羅雲平，陳可忠，張鏡予，韓忠謨，包遵彭，周道濟，連戰，林國人，姚舜，札奇斯欽，堯道宏，高文遠，富德淳，王亞權，林苑文，清巴圖，吳香蘭，林慎，朱劍華，鍾梅音 |